# Hans Freudenthal
Hans Freudenthal   (Luckenwalde, 17 de setembre de 1905 - Utrecht, 13 d'octubre de 1990) va ser un matemàtic neerlandès, nascut a Alemanya.

## Vida i Obra
Freudenthal va néixer en el districte de Teltow-Fläming, en una família jueva. El seu pare era professor de religió i oficiant de la sinagoga local de Luckenwalde. El seu nom hebreu era Jitschak (Isaac), però sempre l'anomenaven Hans o Hansing. Va fer la seva escolarització a l'escola local de Luckenwalde, des del 1911. El 1923 va ingressar a al universitat de Berlín per estudiar matemàtiques, física i filosofia. El 1927 va assistir a unes classes que va donar a Berlín el matemàtic neerlandès L.E.J. Brouwer i va quedar captivat per la topologia, disciplina que va marcar l'inici de la seva carrera científica. El 1930 va obtenir el doctorat a la universitat de Berlín i l'any següent l'habilitació docent a la universitat d'Amsterdam, en la qual va passar a ser assistent de Brouwer. El 1932 es va casar amb la pedagoga (no jueva) Susanna Lutter.
Durant els anys de l'ocupació nazi dels Països Baixos va ser rellevat del seu lloc de treball i va haver d'amagar-se amb la seva família, essent detingut en almenys dues ocasions. Durant aquesta època es va dedicar a l'ensenyament dels seus fills, cosa que el va fer interessar-se per la didàctica de les matemàtiques i el 1945 va escriure els primers treballs sobre el tema. També es va dedicar a escriure obres literàries, amb les que va guanyar algun premi sota el pseudònim de V. Sirolf, potser un acrònim de Floris V.
En acabar la Segona Guerra Mundial va ser re-instaurat en la seva plaça docent a Amsterdam però sense remuneració, per això va acceptar una plaça docent a la universitat d'Utrecht el 1946. El 1968 va llençar la revista Educational Studies in Mathematics, que aviat va ser una peça clau en el camp de la didàctica de les matemàtiques. El 1971 va esdevenir director del recent fundat Institut pel Desenvolupament de l'Ensenyament Matemàtic (IOWO), que el 1991 va canviar el seu nom per dir-se Institut Freudenthal. El 1976 es va retirar tant de la seva plaça de professor com de la director del IOWO, tot i que va continuar un estret contacte amb les tasques del Institut.
Les aportacions més notables en teoria matemàtica de Freudenthal, van ser anteriors a la guerra i en els camps de la geometria, la topologia i la teoria dels grups de Lie. A partir de la guerra es va començar a interessar per la Història d'Holanda, de la ciència i de les matemàtiques i, sobre tot, per la didàctica de les matemàtiques, tema sobre el que sempre va tenir opinions poc ortodoxes. Per exemple: rebutjava la introducció de la matemàtica moderna i defensava una teoria curricular de l'ensenyament matemàtic, amb el mètode que ell va denominar Educació Matemàtica Realística. A més, el 1960, va construir un llenguatge, el Lincos, que pretenia ser d'ús universal.